# Stolephorus shantungensis
Stolephorus shantungensis är en fiskart som först beskrevs av Li, 1978.  Stolephorus shantungensis ingår i släktet Stolephorus och familjen Engraulidae. Inga underarter finns listade i Catalogue of Life.